# فریپورت، پنسیلوانیا
فریپورت، پنسیلوانیا (به انگلیسی: Freeport, Pennsylvania) یک سکونتگاه مسکونی در ایالات متحده آمریکا است که در شهرستان آرمسترانگ، پنسیلوانیا واقع شده‌است.

## خصوصیات
فریپورت ۳٫۴ کیلومترمربع مساحت و ۱٬۸۱۳ نفر جمعیت دارد و ۲۴۰٫۷۹ متر بالاتر از سطح دریا واقع شده‌است.